# غزل (موسيقى تركية)
الغزل هو أحد أشكال الموسيقى التركية. بينما في أجزاء أخرى من غرب آسيا، يعتبر الغزل مرادفًا للغزل، إلا أنه في تركيا يشير إلى شكل مرتجل من الغناء المنفرد، والذي يصاحبه أحيانًا الناي أو العود أو الطنبور. وهو المعادل الصوتي للتقسيم التركي، وهو عبارة عن مقطوعة موسيقية مرتجلة.
بدأ هذا الشكل في الانقراض في منتصف القرن العشرين بسبب ارتباطه بالنوادي الليلية، ولكنها بدأت مؤخرًا عملية إحياء.